# تاكايوكي موريموتو
تاكايوكي موريموتو (باليابانية:森本貴幸) (مواليد 7 مايو 1988 في كاواساكي - اليابان) لاعب كرة قدم ياباني يلعب حاليا لصالح نادي الدرجة الأولى كاتانيا الإيطالي منذ 2006 في مركز المهاجم كما يجيد اللعب في مركز الجناح الأيمن والأيسر .

## روابط خارجية
- تاكايوكي موريموتو على موقع الاتحاد الدولي (مؤرشف)  (الإنجليزية)
- تاكايوكي موريموتو على موقع رابطة كرة القدم اليابانية للمحترفين (اليابانية)
- تاكايوكي موريموتو على موقع قاعدة بيانات كرة القدم.إي يو (الإنجليزية)
- تاكايوكي موريموتو على موقع ناشيونال فوتبول تيمز (الإنجليزية)
- تاكايوكي موريموتو على موقع Soccerway.com (الإنجليزية)
- تاكايوكي موريموتو على موقع عالم كرة القدم.نت (الإنجليزية)
- تاكايوكي موريموتو على موقع كووورة
- تاكايوكي موريموتو على موقع أوليمبيديا (الإنجليزية)
- تاكايوكي موريموتو على موقع AS.com (الإسبانية)